# Ova dal Gall

Val Gallo, von Munt la Schera. Historisches Bild von Leo Wehrli (1927)

Die Ova dal Gall (italienisch Acqua del Gallo) ist ein rund 5 km langer rechter Nebenfluss des Spöl in der italienischen Provinz Sondrio.

## Verlauf
Die Ova dal Gall (rätoromanisch für Bach des Galltals) entsteht unterhalb des flachen Gebirgsübergangs Fraelepass (Passo di Fraele) durch den Zusammenfluss des linken Quellbaches aus dem Valle del Gerun und des rechten Quellbaches Torrente Val Paolaccia.
Aus mehreren kleineren Tälern nimmt sie weitere Bäche auf, vor allem die Aua da Val Mora, die über die grosse Alp Sprella und durch das Val Mora in der Bündner Gemeinde Val Müstair fliesst und beim Wegdurchgang Passo Val Mora von der Schweiz nach Italien gelangt, wo sie nach rund 400 Metern dem Ova dal Gall zufliesst.
Zwischen den Bergketten bei der Cima Paradiso im Westen und der Cima del Serraglio im Osten erreicht der Fluss heute den Livignosee, während er früher im schmalen und stark eingetieften Tal Val del Gallo (Galltal), unterhalb der Alpe dell Gallo und südlich vom Munt la Schera, zum Spöl floss. In diesem Abschnitt bildete der Fluss einst die Landesgrenze zwischen der Schweiz und Italien.

## Verkehr
Unmittelbar vor der Einmündung der Ova dal Gall in den Spöl befand sich bis nach der Mitte des 20. Jahrhunderts eine alte Brücke mit dem rätoromanischen Namen Punt dal Gall, neben dem Landwirtschaftsgebiet Grasso del Gallo gelegen. Über die Grenzbrücke führte der schon 1807 erwähnte Talweg von Livigno durch das Spöltal (rätoromanisch Val dal Spöl) in das Ofental.

## Stausee
Im Staatsvertrag vom 27. Mai 1957 beschlossen die Schweiz und Italien, das Wasser des Spöl und der Ova dal Gall, das in einem Stausee gesammelt werden sollte, mit einem neuen Wasserkraftwerk zu nutzen. Für den Bau der Staumauer auf der Landesgrenze wurde die enge Stelle des Tals ausgewählt, wo die Brücke Punt dal Gall stand. Deshalb erhielt der zwischen 1965 und 1968 gebaute, 130 Meter hohe Staudamm die offizielle Bezeichnung Staumauer Punt dal Gall.
Der östliche Arm des Stausees ist etwa halb so lang wie das ganze Galltal.
Vom Luwinersee (italienisch: Lago del Gallo oder Lago di Livigno) wird das gestaute Wasser durch einen Stollen zum Kraftwerk bei Ova Spin in der Spölschlucht geleitet. Der See und das Wasserkraftwerk sind Anlagen der Engadiner Kraftwerke.

## Militärische Infrastruktur
Bei der Talverzweigung an der Punt dal Gall befindet sich eine ehemalige Sperrstelle der Schweizer Armee im Abwehrgebiet der ehemaligen Grenzbrigade 12.